# Nowokajiry
Nowokajiry (ukr. Новокаїри) – wieś na Ukrainie, w obwodzie chersońskim, w rejonie berysławskim. W 2001 liczyła 1146 mieszkańców, spośród których 1015 posługiwało się językiem ukraińskim, 97 rosyjskim, 1 białoruskim, 29 ormiańskim, a 4 innym.